# Husson
Husson era una comuna francesa situada en el departamento de Mancha, de la región de Normandía, que el 1 de enero de 2016 pasó a ser una comuna delegada de la comuna nueva de Le Teilleul al fusionarse con las comunas de Ferrières, Heussé, Le Teilleul y Sainte-Marie-du-Bois.

## Demografía
| Gráfica de evolución demográfica de Husson entre 1800 y 2014 |
|                                                              |

Los datos demográficos contemplados en este gráfico de la comuna de Husson se han cogido de 1800 a 1999 de la página francesa EHESS/Cassini, y los demás datos de la página del INSEE.